# Simon Kelly
Simon Kelly (ur. 4 lipca 1984 w Armagh) – irlandzki piłkarz grający obecnie w północnoirlandzkim klubie Glenavon F.C.